# Phaeacius
Phaeacius (лат.) — род пауков из семейства пауков-скакунов. Более 10 видов.

## Описание
Длина тела от 7,5 до 11,5 миллиметров и заметно уплощено, включая карапакс, в то время как карапакс некоторых других групп приподнят:495. Цефалоторакс относительно длинный, а высшая точка находится немного позади последней пары глаз:204, 206-208. Phaeacius очень хорошо маскируется; например, у P. malayensis тело с тусклыми серыми и коричневыми отметинами, напоминающими поверхность стволов деревьев в тропических лесах.

## Движение и возможность остаться незамеченным
В то время как большинство пауков-скакунов ходят быстро, походкой «остановка-движение» и перепрыгивая через препятствия, движения Phaeacius очень необычны. Phaeacius обычно принимает «сплющенную позу», лежа головой вниз на вертикальной поверхности, с телом, ногами и пальпами, прижатыми к поверхности, задними ногами вверх, а остальными ногами вниз:496–497, а его цветовая окраска, отметины и сплющенное тело делают его легко скрываемым на фоне коры ствола дерева. Привычка ходить, прижав тело и ноги к поверхности, помогает Phaeacius быть незаметным.

## Распространение
Южная и юго-восточная Азия. Род распространен в субтропическом Китае и между Индией и Малайским полустровом, включая Шри-Ланку, Суматру и Филиппины.

## Классификация
Выделяют более 10 видов.
- Phaeacius alabangensis Wijesinghe, 1991 — Филиппины
- Phaeacius biramosus Wijesinghe, 1991 — Суматра
- Phaeacius canalis Wanless, 1981 — Филиппины
- Phaeacius fimbriatus Simon, 1900 — Непал, Ява
- Phaeacius lancearius (Thorell, 1895) — Индия, Мьянма
- Phaeacius leytensis Wijesinghe, 1991 — Филиппины
- Phaeacius mainitensis Barrion & Litsinger, 1995 — Филиппины
- Phaeacius malayensis Wanless, 1981 — Малайзия, Сингапур, Суматра
- Phaeacius saxicola Wanless, 1981 — Непал
- Phaeacius wanlessi Wijesinghe, 1991 — Непал, Шри-Ланка
- Phaeacius yixin Zhang & Li, 2005 — Китай
- Phaeacius yunnanensis Peng & Kim, 1998 — Китай